# Miroslav Stružka
Miroslav Stružka (18. srpna 1939 – 10. srpna 2000) byl český silniční motocyklový závodník a konstruktér silničních závodních motocyklů.

## Závodní kariéra
Závodil ve třídách do 250 a 350 cm³, převážně na motocyklech Jawa. V mistrovství republiky vyhrál v roce 1967 ve třídě do 250 cm³ závod v Jičíně.

## Úspěchy
- Mistrovství Československa silničních motocyklů – celková klasifikace
  - 1964 do 250 cm³ – 7. místo - Ravo
  - 1965 do 250 cm³ – 4. místo - Jawa
  - 1966 do 250 cm³ – 16. místo - Jawa
  - 1967 do 250 cm³ – 8. místo - Jawa
  - 1967 do 350 cm³ – 12. místo - Jawa
  - 1968 do 250 cm³ – nebodoval - Jawa
  - 1968 do 350 cm³ – 15. místo - Jawa
- 1 vítězství v závodech mistrovství Československa